# Morschwiller-le-Bas
Morschwiller-le-Bas (deutsch Niedermorschweiler, elsäss. Nìdermorschwiller) ist eine französische Gemeinde mit 3666 Einwohnern (Stand 1. Januar 2022) im Département Haut-Rhin in der Region Grand Est. Sie liegt im Elsass und gehört zum Arrondissement Mulhouse und zum Kanton Kingersheim.

## Geografie
Die Gemeinde Morschwiller-le-Bas am Südrand des Dollertales grenzt unmittelbar westlich an den Mülhausen Stadtteil Dornach. Die Lage an der Autoroute A 36 und der sie kreuzenden Europastraße 512 haben sich seit den 1970er Jahren viele Unternehmen in neuen Industriegebieten angesiedelt. Die Nähe zu Mülhausen und die Arbeitsmöglichkeiten sorgten zudem für einen Bauboom. Außerhalb des alten Dorfkerns, der die ehemals landwirtschaftliche Prägung erahnen lässt, ist die Gemeinde heute vom Charakter eine typische Vorstadt mit zahlreichen Dienstleistungsbetrieben.

## Geschichte
Funde aus der Mittleren und Jungsteinzeit. In den Urkunden erstmals 735 erwähnt als Maurowiler.  Das Dorf gehörte ursprünglich zum Eigenbesitz der Grafen von Egisheim. Bis 1324 gehörte der Ort zur Grafschaft Pfirt und kam dann durch die Heirat der Johanna von Pfirt mit Herzog Albrecht II. von Österreich an Habsburg. Im Westfälischen Frieden 1648 ging der Ort mit dem ganzen elsässischen Besitz der Habsburger an die französische Krone. Von 1871 bis 1918 gehörte der Ort zum deutschen Reichsland Elsaß-Lothringen.
1376 brannten die Wilden Engländer, Söldnertruppen unter Enguerrand VII. de Coucy, das Dorf nieder. 1444 wüteten die Armagnaken im Ort, 1466 bis 67 im Sechsplappertkrieg die Schweizer. um dem habsburgtreuen Adel zu schaden. Im Dreißigjährigen Krieg wurde das Dorf zweimal schwer heimgesucht. Erhebliche Kriegsschäden gab es auch in den beiden Weltkriegen. 
Als Habsburger Lehen besaßen die Herren von Dornach, dann die Zu Rhein den Ort. Morschwiller-le-Bas besaß ein Schloss. 1726 wurde es von den Zu Rhein durch einen Neubau ersetzt, von dem nur noch spärliche Reste vorhanden sind.
Der starken Industrialisierung im 19. Jahrhundert ging im 18. Jahrhundert eine Indienne-Manufaktur von J. Hofer voraus.
Im Ersten Weltkrieg wurde die Bevölkerung evakuiert, teils ins nördliche Elsass, teils ins Großherzogtum Baden. Auch 1945 wurde ein Teil der Bevölkerung evakuiert.

## Bevölkerungsentwicklung
| Jahr      | 1962 | 1968 | 1975 | 1982 | 1990 | 1999 | 2007 | 2016 |
| Einwohner | 1910 | 1920 | 2122 | 2206 | 2445 | 2606 | 3126 | 3728 |

## Bauwerke
Die neugotische Kirche Sankt Ulrich wurde 1878 nach Plänen von Carl (Charles) Winckler erbaut.  

## Persönlichkeiten
- Carl Maier (1877–1952), Schweizer Unternehmer und Politiker
- Jules Alfred Giess (1901–1973), Maler und Präsident der Pariser Académie des Beaux-Arts

## Siehe auch

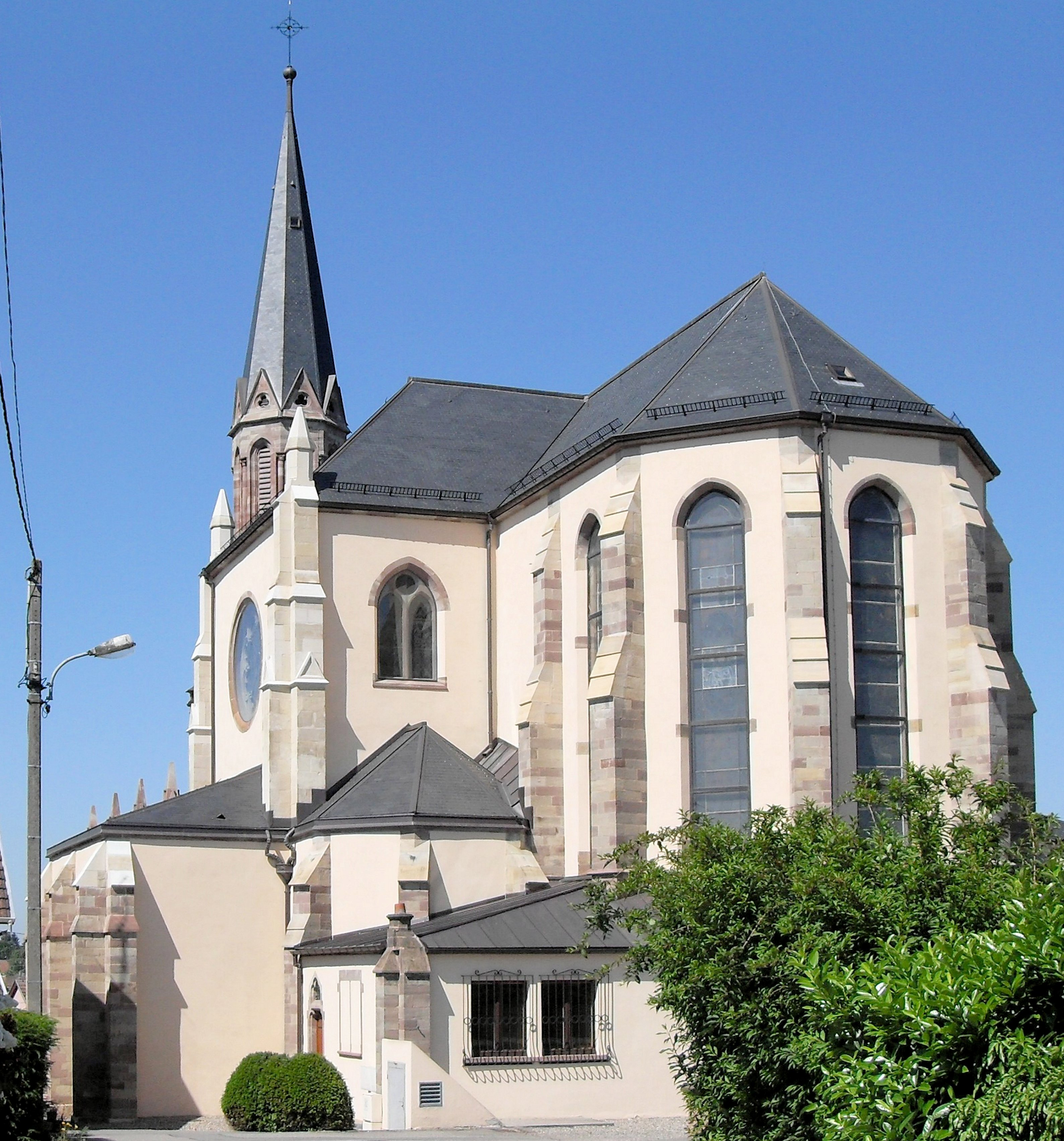
Kirche St. Ulrich
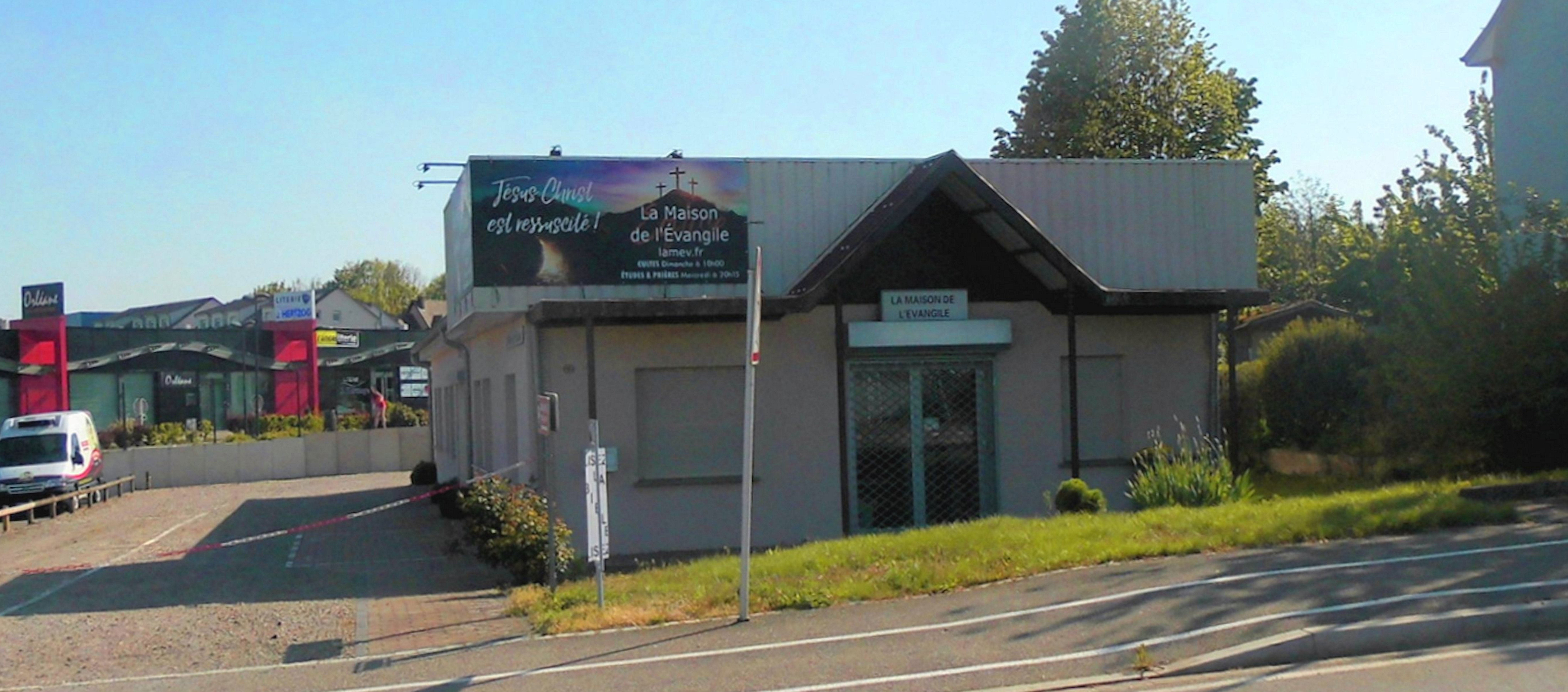
Unabhängige evangelische Kirche